# Aeriniet

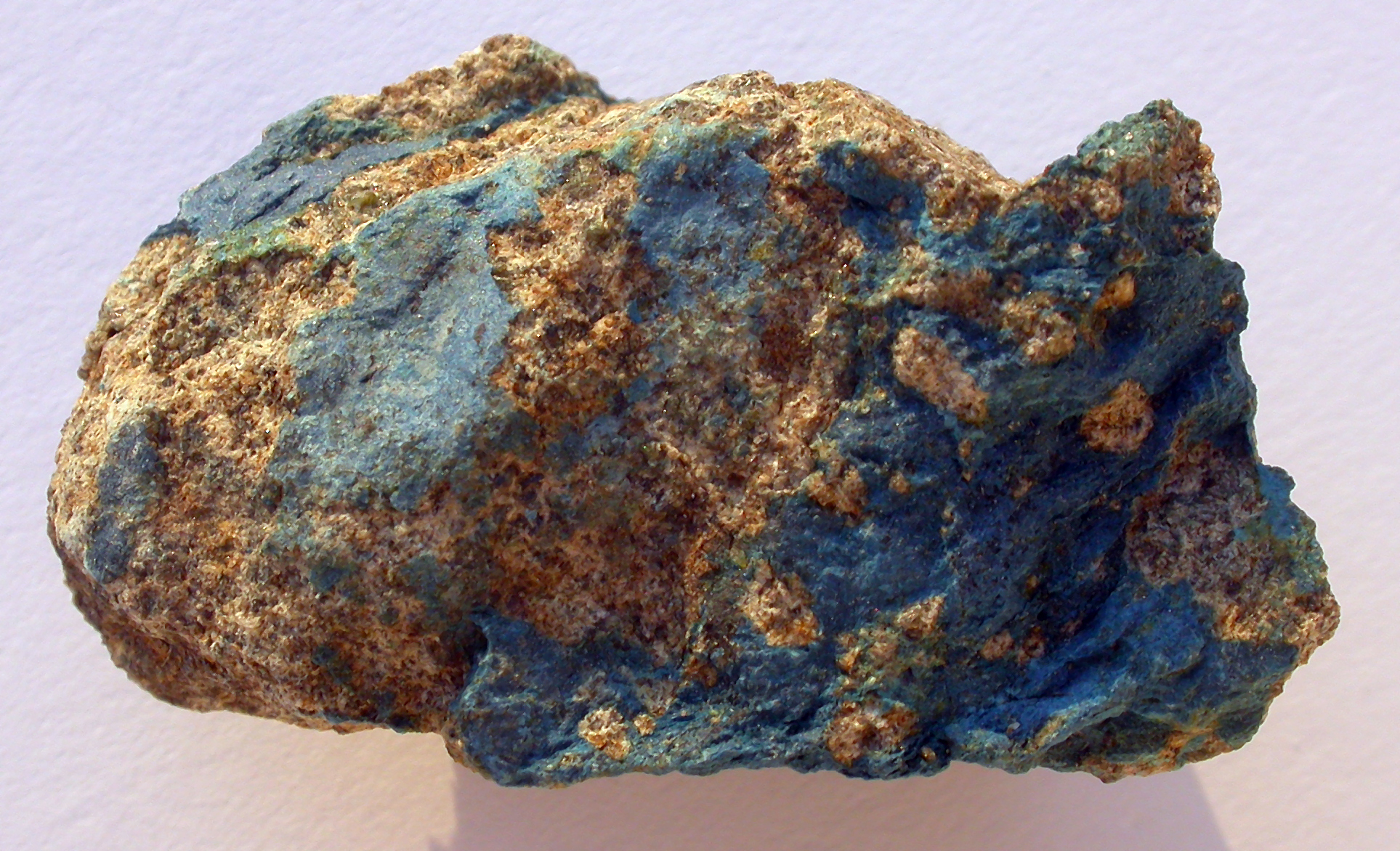
Aeriniet

Het mineraal aeriniet is een calcium-aluminium-ijzer-magnesium-silicaat, dus een verbinding van  silicaat-groepen met calcium, aluminium, ijzer en magnesium, met molecuulformule
Ca4(Al, Fe, Mg)10Si12O35(OH)12CO3·12H2O
Het is een inosilicaat en het is gehydrateerd. De naam komt van het Oudgriekse ἀέρινος, aerinos, 'hemelsblauw', vanwege de kleur van het mineraal. Het heeft een blauwe glasachtige glans. Het heeft een monoklien kristalrooster, de massadichtheid is 2,48 kg/l en de hardheid op de schaal van Mohs is 3. Prehniet, scoleciet en mesoliet zijn mineralen die op aeriniet lijken.